# スコラ・カントルム
スコラ・カントルム（Schola Cantorum）は、
1. 中世ヨーロッパに起源をもつ聖歌学校[1][注釈 1]。

1. 1894年にフランスのパリに設立された音楽学校

本項では、2．について説明する。

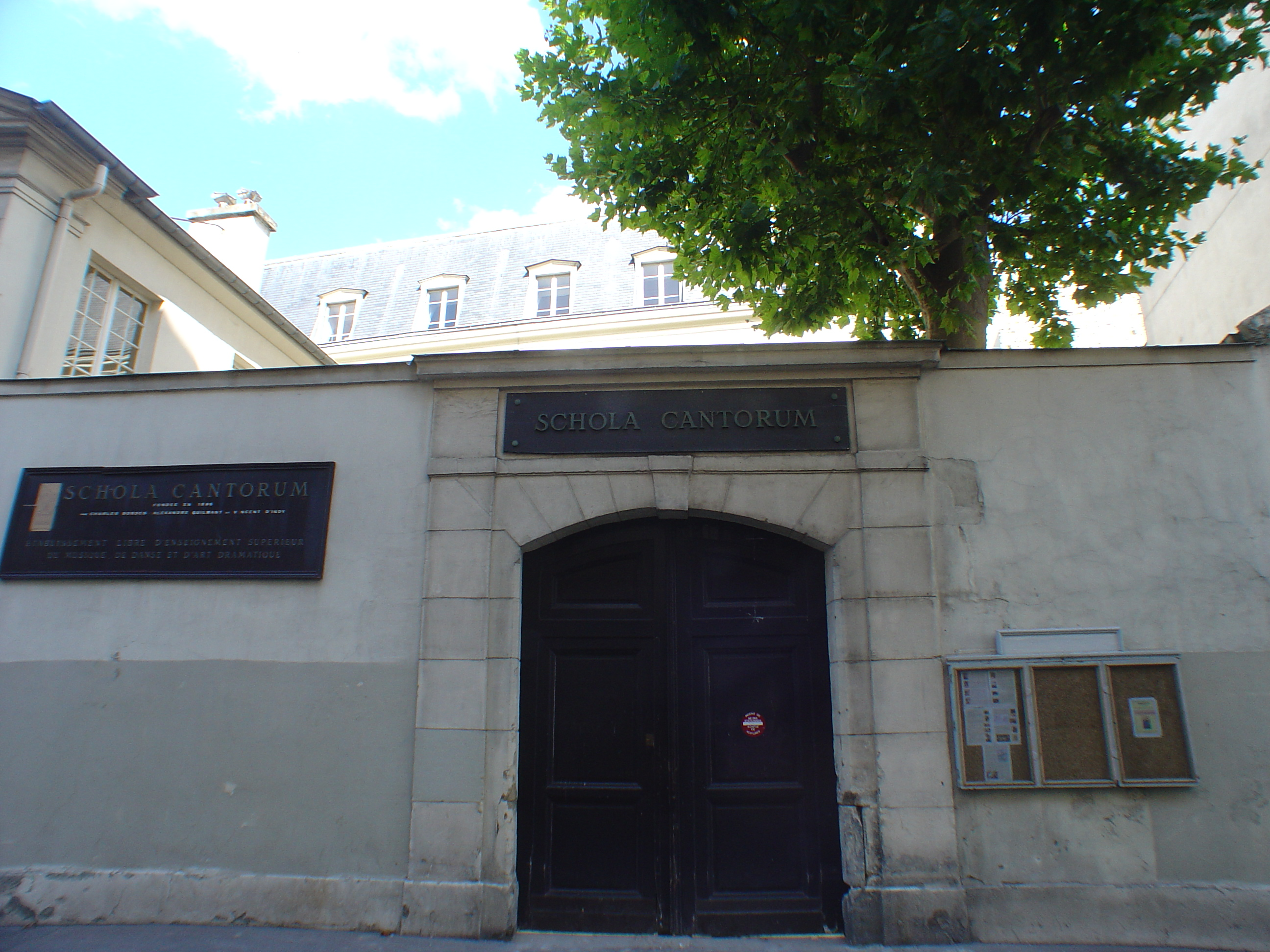
スコラ・カントルム

パリ・スコラ・カントルムは、1894年にヴァンサン・ダンディが、パリ音楽院に対抗して設立した音楽学校。パリ5区サン＝ジャック通り (rue Saint-Jacques) 269番地に所在し、私立の高等教育機関に括られる。

## 概要
設立当初はダンディはシャルル・ボルドとともに裏方に回り、パリ音楽院のオルガン科教授のアレクサンドル・ギルマンが、校長および設立者を務めた。後にダンディが校長に就任し、独自のカリキュラムを宣言して現在の繁栄の基礎を築いた。
19世紀後半にパリ音楽院は、オペラ関係者の養成機関へと変質し、声楽家といえばオペラ歌手、作曲家といえばオペラ作曲家のことしかイメージできないという状態になっていた。ダンディの恩師フランクが、なかなか創造的な作曲家としてパリの楽壇――特に音楽院の作曲科の教授であるオペラ作曲家――に受け入れられなかったのも、フランクが主に器楽作家だったためもある。器楽演奏科や声楽科の試験も堕落しており、公開試験に学生の家族や知己が、サクラをつとめてもぐりこむという始末であり、試験課題の範囲も学力の実力を知るにしては狭すぎた。声楽科の試験では、ロッシーニのアリアのいくつかが幅を利かせていたし、声楽教師の質の低さや知識の不足、高齢化は、時に新聞紙上で嘆かれるようにもなっていた。
ダンディは、そのようなパリ音楽院を反面教師として、徹底した締め付け教育を行うことにした。スコラ・カントルム（あるいはカントールム）は、ラテン語で「歌唱伝習所」あるいは「歌の教室」の謂であり、これは中世初期にグレゴリオ聖歌を普及させるために、聖職者を対象として教皇庁に設置された音楽機関の名をもらい受けたものである。
一般的には、古楽を実践的に復活させた音楽学校として有名だが、ダンディはそれだけを目的としていたのではなかった。声楽家や演奏家の卵に対しては、研修期間中に、古今東西のレパートリーをできるだけ広く覚えること、いっぽう、作曲家の卵に対しては、音楽史の発展を身をもって追体験し（このために、さまざまな時代や地域・作曲家の様式による模作が学生に課された）、温故知新の中から新しい時代に見合った音楽を創り出せるようになることが奨励された。
ダンディ自身は貴族出身で、右翼のインテリとしてフランス楽壇では知られていたが、スコラ・カントルムのカリキュラムや試験課題においてはフランス音楽に偏ることなく、音楽伝統の深い諸国の歴史や作品を熟知するよう学生に説得し続けた。このため、パレストリーナやビクトリア、モンテヴェルディ、カリッシミ、M.-A.シャルパンティエ、F.クープラン、パーセル、ラモー、バッハ、ヘンデル、F.J.ハイドン、モーツァルト、ベートーヴェン、シューベルト、シューマン、ブラームスなどの研究が学生に要求された。また、学課を問わず、グレゴリオ聖歌や民謡の歌唱・研究も学生に要求された。
スコラ・カントルムの厳格な指導と体系的な教育プログラムに刺激され、ガブリエル・フォーレはパリ音楽院院長に任命された際、音楽院の「音楽大学化」を目標としてカリキュラムや体制の刷新を図り、さらには教師陣の若返りを狙って長老格の教師を追放した。試験を非公開にする、研究課題や試験課題にドイツ音楽も含める、声楽科の無闇なオペラ偏重を止めさせ歌曲も重視するなどの措置は、フォーレによって開始された。一方のダンディも、一概にパリ音楽院を敵視していたわけではなく、自分自身も含めて、教員がパリ音楽院と兼職することについて、否定的ではなかった。
スコラ・カントルムの有名な教員に、フォーレの愛弟子ナディア・ブーランジェがいる。有名な卒業生にアルベール・ルーセルやエリック・サティなどがおり、日本人の音楽家でも高木東六など著名人が少なくない。